# Kettil
Kettil, även stavat Kättil, är ett mansnamn som ursprungligen kommer från det fornnordiska ordet ketill "hjälm". Kettil användes ursprungligen som tillnamn och var då identiskt med ordet "kittel". En modern variant av namnet är Kjell.
Det fanns år 2014 102 personer med förnamnet Kettil, varav 40 hade det som tilltalsnamn.
Namnsdag i Sverige: saknas (under åren 1986–1992 fanns det tillsammans med Kjell på 8 juli). I den finlandssvenska namnsdagslängden har Kettil namnsdag 8 juni sedan 1950. 1950–1972 med stavningen Kättil.

## Personer med namnet Kettil/Ketil
- Kettil (biskop), biskop av Finland. Vittne och sigillant vid undertecknandet av Alsnö stadga
- Kettil (Bielke)
- Ketil Hvoslef, norsk tonsättare
- Kettil Karlsson (Vasa), biskop, riksföreståndare
- Ketil Stokkan, norsk popsångare
- Kettil Jamte, Jämtlands grundläggare